# Ginnasio di Delfi
Il Ginnasio di Delfi è un complesso edilizio del IV secolo a.C. a Delfi, in Grecia, che comprendeva lo xisto e la palestra insieme ai suoi edifici ausiliari come gli spogliatoi e le terme. Era situato tra il Santuario di Atena Pronaia e la fonte Castalia. Alcuni resti di edifici arcaici scoperti sotto lo xisto erano probabilmente legati a un santuario dedicato a Demetra e indicano la santità della zona da epoche precedenti.

## Descrizione
Il Ginnasio di Delfi era situato tra il Santuario di Atena Pronaia e la fonte Castalia. Fino all'inizio degli scavi il Ginnasio era coperto dal monastero della Dormizione di Maria, noto anche come "Panagia". Le pitture murali del monastero furono staccate prima della demolizione e oggi sono esposte nel Museo Bizantino e Cristiano di Atene. Il Ginnasio consisteva in due principali complessi di edifici disposti lungo due terrazze. Uno comprendeva lo xisto e il "paradromo", cioè un corridoio ausiliario usato dai corridori, e l'altro la palestra con tutti i suoi annessi, come gli spogliatoi e le terme.

## Lo xisto
Lo xisto era un portico coperto di circa 186 x 9 metri. Il portico era inizialmente formato da un colonnato dorico in pietra di poros, datato al IV secolo e costituito da 83 colonne. Nel periodo romano questo colonnato fu sostituito da uno in stile ionico in marmo ma con lo stesso numero di colonne. Il pavimento dello xisto era coperto di sabbia per facilitare gli atleti.

## La palestra
Sulla terrazza inferiore era situata la palestra, che comprendeva una corte centrale quadrata di tipo "impluvium", circondata da portici divisi in stanze. C'erano due ingressi da sud-est e da nord. Le iscrizioni ci informano sull'uso di queste stanze come stanze per la piscina, gli spogliatoi, la sala di combattimento e la piattaforma. Ad ovest della Palestra è ancora visibile una piscina rotonda con un diametro di 10 metri e una profondità di 1,80 metri. La fonte Castalia forniva acqua a questo bacino che, a sua volta, distribuiva l'acqua a dieci bacini da bagno in pietra. Nel periodo romano fu costruito un bagno con acqua calda anche vicino al Ginnasio, offrendo così un lusso extra agli atleti.
Il Ginnasio fu costruito per la prima volta intorno al 330 a.C., mentre le aggiunte e i lavori di restauro si sono svolti in varie fasi della sua storia. Molti dei viaggiatori che visitarono Delfi durante tutto il periodo ottomano soggiornarono nel monastero di Panagia e scolpirono i loro nomi su alcune colonne cadute del Ginnasio che giacevano in loco; queste firme e i segni, in particolare quello di Lord Byron, possono essere visti oggi sulle colonne restaurate.